# Hermann Fink (Anglist)
Hermann Fink (* 19. Oktober 1929 in Birkenfeld; † 2002) war ein deutscher Anglist (Schwerpunkt: Amerikanistik) und Hochschullehrer.

## Leben und Wirken
Nach seiner Reifeprüfung 1958 studierte Hermann Fink von 1958 bis 1961 an der Comenius-Hochschule Saarbrücken Pädagogik, Geschichte und Romanistik anschließend bis 1962 an der Universität des Saarlandes Anglistik, Germanistik und Romanistik. Das erste Staatsexamen für den Schuldienst legte er 1961 ab, ebenso ein Diplom-Übersetzer-Examen für die englische, französische und deutsche Sprache. Von 1961 bis 1962 arbeitete er als Volksschullehrer in Sulzbach, von 1962 bis 1963 wissenschafticher Assistent an der Texas Technical University und bis 1964 am Eureka College in Illinois. 1964 erwarb er an der Illinois State University einen Magistergrad. Von 1964 bis 1965 war er wieder als Lehrer in Sulzbach tätig, außerdem bis 1966 als Lektor für Englische Sprache am Übersetzer-Institut in Saarbrücken. Von 1965 bis 1972 war Fink Gymnasiallehrer in Mainz und promovierte dort 1969 an der Mainzer Universität bei Hans Galinsky. Nach kurzer Assistententätigkeit am Luther College in Iowa (1970/71) wurde er 1972 Professor für Anglistik an der Universität Paderborn mit dem Schwerpunkt „Englisch für Wirtschaftswissenschaften“. Diese Professur hatte er bis zum Eintritt in den Ruhestand 1993 inne. Anschließend übernahm er eine Professur mit dem gleichen Schwerpunkt an der Technischen Universität Bergakademie Freiberg.
Neben seinen Lehrbücher zur Wirtschaftssprache Englisch beschäftigte sich Fink vor allem mit Amerikanismen in der deutschen Sprache.

## Veröffentlichungen (Auswahl)
- Amerikanismen im Wortschatz der deutschen Tagespresse. Dargestellt am Beispiel dreier überregionaler Zeitungen: (Süddeutsche Zeitung, Frankfurter Allgemeine Zeitung, Die Welt) (= Mainzer amerikanistische Beiträge, Bd. 11). Hueber, München 1970 (= Dissertation Universität Mainz).
- (Übers.): Loren Grey / Umgang mit unseren kleinen Tyrannen. Erziehung in den ersten 6 Lebensjahren. Herder, Freiburg/Br. 1979, ISBN 3-451-18281-5.
- Zur Aussprache von Angloamerikanischem im Deutschen. In: Wolfgang Viereck (Hrsg.): Studien zum Einfluß der englischen Sprache auf das Deutsche (= Tübinger Beiträge zur Linguistik, Bd. 132). Narr, Tübingen 1980, S. 109–183, ISBN 3-87808-132-4.
- Superhit und Spitzenschlager. Ein Versuch zur Häufigkeit und Funktion von Anglizismen und 'Werbeanglizismen' in deutschen Jugendzeitschriften. In: Ebd., S. 185–212.
- Soziokulturelle Effekte von Amerikanismen der deutschen Gegenwartssprache und von Germanismen des heutigen Amerikanisch. Versuch einer qualitativen Analyse. In: Frank Krampikowski (Hrsg.): Amerikanisches Deutschlandbild und deutsches Amerikabild in Medien und Erziehung (= Interkulturelle Erziehung in Praxis und Theorie, Bd. 10).  Pädag. Verl. Burgbücherei Schneider, Baltmannsweiler 1990, S. 83–135, ISBN 3-87116-633-2.
- Amerikanisch-englische und gesamtenglische Interferenzen der deutschen Allgemein- und Werbesprache im aktiven und passiven Sprachverhalten deutscher Grund-, Haupt- und Oberschüler (= Europäische Hochschulschriften, Reihe 14, Bd. 113). Lang, Frankfurt/M. 1983, ISBN 3-8204-5801-8.
- Amerikanisierung in der deutschen Wirtschaft. Sprache, Handel, Güter und Dienstleistungen (= Europäische Hochschulschriften, Reihe 14, Bd. 299). Lang, Frankfurt/M. 1995, ISBN 3-631-48439-9.
- Von Kuh-Look bis Fit for Fun. Anglizismen in der heutigen deutschen Allgemein- und Werbesprache (= Freiberger Beiträge zum Einfluß der angloamerikanischen Sprache und Kultur auf Europa, Bd. 3). Lang, Frankfurt/M. 1997, ISBN 3-631-30838-8.
- (Hrsg., mit Liane Fijas): America and her influence upon the language and culture of post-socialist countries (= Freiberger Beiträge zum Einfluß der angloamerikanischen Sprache und Kultur auf Europa, Bd. 5). Lang, Frankfurt/M. 1998, ISBN 0-8204-3577-5.
- (mit Paul Schons u. a.): EconoTerms. A glossary of economic terms mit EconoSlang. 6. überarb. u. erw. Auflage. Oldenbourg, München 1999, ISBN 3-486-25283-6.
- Econotexts. A collection of introductury economic texts. Bd. 1: 3. überarb. u. erw. Auflage, Bd. 2: 2. überarb. u. erw. Auflage. Oldenbourg, München 2000/2001.
- (mit Markus Steck): Wirtschaftssprache Englisch. Zweisprachiges Übersetzer-Kompendium. Oldenbourg, München 2001, ISBN 3-486-23943-0.